# Wacław Brejter

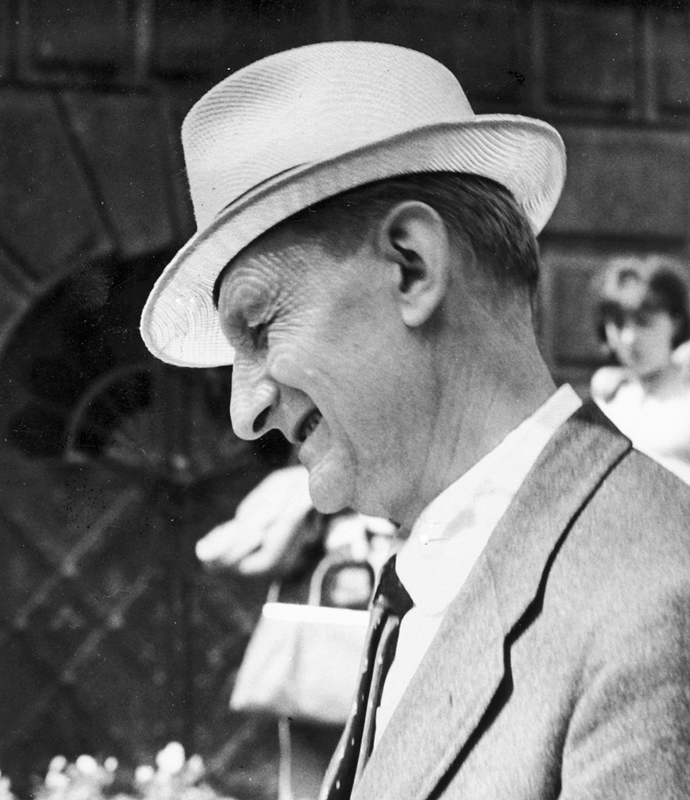
Wacław Brejter, lata 70.

Wacław Brejter (ur. 15 maja 1903 we Lwowie, zm. 27 grudnia 1981 w Kłodzku) – polski artysta, malarz i grafik, organizator i pierwszy dyrektor Muzeum Ziemi Kłodzkiej.

## Życiorys
Studiował malarstwo i grafikę na Uniwersytecie Jagiellońskim i na Uniwersytecie Jana Kazimierza we Lwowie pod kierunkiem Józefa Pankiewicza i Józefa Mehoffera. W czasie II wojny światowej został deportowany do Kazachstanu. W 1946 roku wrócił w ramach repatriacji do Polski i osiedlił się w Kłodzku, gdzie początkowo pracował jako nauczyciel w Państwowym Liceum Pedagogicznym w latach 1947–1950. Następnie był pierwszym kierownikiem Muzeum Sprzętu Gospodarstwa Domowego w Ziębicach (1950–1963). Należał do członków Klubu Inteligencji Twórczej (prezes w latach 1957–1962). Był głównym inicjatorem i twórcą Muzeum Ziemi Kłodzkiej oraz jego pierwszym dyrektorem w latach 1963–1967.
Działał w Towarzystwie Miłośników Ziemi Kłodzkiej oraz redakcji „Rocznika Ziemi Kłodzkiej”. Z jego inicjatywy zorganizowano w kłodzkim muzeum wystawę pt. X wieków Kłodzka (1963).
Zmarł w 1981 roku w Kłodzku, z którym związał swoje powojenne losy i został pochowany na miejscowym cmentarzu komunalnym.